# Sujeto agente
En gramática tradicional, un sujeto agente (a veces llamada sujeto lógico) es una palabra que sintácticamente es un sujeto que concuerda con verbos en voz activa, y que temáticamente designa una entidad que ejecuta, controla o preside la acción y por tanto desempeña un papel temático de agente. Por ejemplo, en 
Pedro come peras.
Pedro dirige las obras.
Como tal se suele oponer al sujeto paciente de las oraciones en voz pasiva. En otras oraciones como:
Pedro duerme.
Pedro piensa.
Aunque algunos autores siguen usando el término «sujeto agente» otros autores prefieren considerar que el sujeto tiene un papel temático de «experimentador» ya que en principio no controla la acción sino que está en un estado mental consistente en tener una experiencia que no puede controlarse conscientemente.